# 赵衰
趙衰（？—前622年），或称赵裒，即趙成子，字子馀，亦稱成季、孟子馀，春秋時期的晉國晉文公大夫。

## 家庭
造父的後代，他的祖父趙夙為晉献公將軍，替晉獻公征討霍國。父親趙共孟。
晉文公把他女兒趙姬給了趙衰為妻，生了趙同、趙括（并非“紙上談兵”的趙括）、趙嬰齊三個兒子。

## 生平
趙衰爲了侍奉還是不侍奉獻公的幾位公子進行了一課占卜，結果都不吉利。占卜到侍奉公子重耳時，結果吉利，他就去侍奉重耳。重耳由於驪姬之亂逃亡到在狄的翟，趙衰做隨從。翟人討伐廧咎如，得到兩個女子。翟君把年少的女子季隗給重耳為妻，年長的女子叔隗給趙衰為妻，生了趙盾。趙衰跟隨重耳在外逃亡，共計十九年，才得以返回晉國。晉文公所以能返回並且成爲霸主，大多是趙衰的計策。在逃亡到秦時，趙衰在席間吟了《黍苗》詩，讓秦穆公知道公子重耳想儘快回晉國。重耳回到晉國當上國君後，是為晉文公，趙衰做原大夫，住在原城，主持國家政事。
晉文公即位後趙衰仍在出謀獻策。文公即位第二年（公元前635年）的春天，周襄王因弟弟王子帶發難逃到鄭國居住，於是來向晉國告急。晉國剛剛安定，想派軍隊去，又擔心國內發生動亂，當時秦國軍隊駐扎在黃河邊，將要護送周王回京。趙衰便對文公說：“要想成爲霸主，不如護送周王回京、尊敬周王。周、晉是同一個姓，晉國不搶先護送周王回京，而落在秦國後邊，就無法在天下發號施令。今日尊敬周王就是晉稱霸的資本。”三月甲辰日，晉國就派兵到了陽樊，包圍了溫，護送周襄王到了周都。四月，晉殺死了襄王的弟弟王子帶。周襄王把河內、陽樊地賜給了晉國。
趙衰回到晉國以後，在晉國新娶的妻子赵姬堅決要求把他在狄娶的妻子（叔隗）迎接回來，並且讓狄妻的兒子（趙盾）做正宗繼承人，而讓自己的三個兒子居下位侍奉他。晉襄公六年（公元前622年），趙衰去世，他的諡號是成季。趙衰的兒子趙盾便繼承父親當上了晉國的重臣。

## 影视形象
- 1989年上映的电视剧《晋文公传奇》中，赵衰由欧阳震华飾演。

- 1996年上映的电视剧《东周列国·春秋篇》中，赵衰由张连仲飾演。

- 2019年上映的电视剧《重耳传奇》中，赵衰由郭晓然飾演。